# 2010 TF192
2010 TF192 est un objet transneptunien faisant partie des cubewanos chauds.